# Anacardium parvifolium
Anacardium parvifolium är en sumakväxtart som beskrevs av Adolpho Ducke. Anacardium parvifolium ingår i släktet cashewsläktet, och familjen sumakväxter. Inga underarter finns listade i Catalogue of Life.